# 布蘭頓 (喬治亞州)
布蘭頓（英語：Blanton）是位於美國喬治亞州朗茲縣的一個非建制地區。該地的面積和人口皆未知。

## 地理
布蘭頓的座標為30°49′49″N 83°07′08″W / 30.83028°N 83.11889°W，而該地的平均海拔高度為50米（即164英尺）。